# 필립 워런 앤더슨
필립 워런 앤더슨(Philip Warren Anderson, 1923년 12월 13일 ~ 2020년 3월 29일)은 미국의 물리학자이자 노벨 상(1977) 수상자이다. 그는 앤더슨 국재와 반강자성, 고온 초전도체 연구에 공헌을 했다.

## 생애
그는 인디애나주 인디애나폴리스에서 출생했고 일리노이주 어배너에서 자랐다. 그는 하버드 대학교를 졸업한 후 대학원에서 공부하다가 전쟁 중에는 미국 해군 연구소에서 일했다. 대학원 지도교수는 존 해즈브룩 밴블렉이었다.
1949년부터 1984년까지 그는 뉴저지주에 있는 벨 연구소에서 일했다. 여기서 일하는 동안 그는 계 내부의 불규칙성으로 인해 확장 상태가 국지적으로 나타낼 수 있다는 앤더슨 국소화의 개념, 전이금속의 전자인 앤더슨 해밀토니안, 기본입자의 질량을 측정하는 힉스 메커니즘, 가상 스핀을 발견했다.
1967년부터 1975년까지 그는 스탠포드 대학교의 이론 물리학과 교수로 재직했다. 1977년에는 자기계 및 무질서계의 전기적 구조에 대한 이론적 연구에 기여한 공로로 네빌 프랜시스 모트와 존 해즈브룩 밴블렉과 함께 노벨 물리학상을 공동 수상했다. 1982년, 그는 미국 과학 훈장을 수여받았다. 그는 1984년에 벨 연구소에서 은퇴한 뒤 프린스턴 대학교 교수로 일했다.
2006년, 호세 솔레르는 과학 논문에서의 인용 건수와 언급 횟수를 기준으로 통계적으로 분석하여 논문을 작성했는데, 여기에서 그는 앤더슨을 세계에서 가장 창조적인 과학자라고 선언했다.